# Farid Ameur
Farid Ameur, né le 26 septembre 1979 à Paris, est un historien français, docteur en histoire contemporaine de l'université Paris I Panthéon-Sorbonne, spécialiste reconnu de l'histoire contemporaine des États-Unis, et notamment de la guerre civile américaine. Lauréat de plusieurs prix littéraires, il a publié une dizaine d'ouvrages sur la guerre de Sécession, les Indiens d'Amérique et l'épopée du Far West.

## Biographie
Auteur d'une thèse de doctorat sur Les Français dans la guerre de Sécession, 1861-1865 soutenue à l'université Paris I Panthéon-Sorbonne,, Farid Ameur s'est essentiellement intéressé à cette période phare de l'histoire contemporaine américaine qu'il qualifie de « deuxième naissance des États-Unis » ayant « servi à cimenter la nation américaine ». La guerre de Sécession a ouvert selon lui des « cicatrices » qui ne se sont pas encore refermées. Son travail de doctorat a reçu le prix Jean-Baptiste Duroselle en 2011 récompensant la meilleure thèse en histoire des relations internationales. C'est dans cette perspective qu'il a également consacré entre autres publications un ouvrage retraçant l'histoire du Ku Klux Klan, ainsi qu'une biographie d'une figure majeure de la résistance indienne, le chef sioux Sitting Bull. Son style précis et vivant s'attache à redonner toute sa dimension au récit historique tout en reposant sur une documentation précise, des sources rares et des voyages sur le terrain. Il est également consultant historique pour la télévision (documentaires Arte) et les éditions de BD Glénat, notamment pour les collections "Ils ont fait l'Histoire" (Lincoln, Washington) et "La véritable histoire du Far West" (Jesse James, Wild Bill Hickok, Calamity Jane, Little Big Horn, Chef Joseph, Jim Bridger). 

## Publications
- Les Français dans la guerre de Sécession, 1861-1865, Rennes, Presses universitaires de Rennes, 2016.

- Prix Robert-Delavignette (2017) de l'Académie des sciences d'outre-mer.
- Prix Jean-Baptiste Duroselle (2011) de la meilleure thèse en histoire des relations internationales
- Gettysburg (1er-3 juillet 1863), Paris, Tallandier, 2014.
- Héros et légendes du Far West, Paris, François Bourin Éditeur, 2012 (réédition Tallandier, 2018).
- La Guerre de Sécession. Images d’une Amérique déchirée, Paris, François Bourin Éditeur, 2011.
- Philippe d’Orléans, comte de Paris. Voyage en Amérique, 1861-1862. Un prince français dans la guerre de Sécession, Paris, Perrin, 2011. Cet ouvrage a obtenu la Mention spéciale du prix France-Amérique (2011).
- Sitting Bull : Héros de la résistance indienne, Paris, Tallandier, 2010 (réimpr. 2014, 2020), 3e éd., 239 p.
- Le Ku Klux Klan, Paris, Larousse, 2009 (nouvelle édition, Fayard/Pluriel, 2016).
- La victoire ou la mort ! Les derniers jours de Fort Alamo, Paris, Larousse, 2007.
- La Guerre de Sécession, Paris, PUF, Que Sais-Je ?, n° 914, 2004 (nouvelles éditions 2013, 2024).
- Abraham Lincoln, Paris, Fayard, 2024. Cet ouvrage a reçu le prix de la biographie 2025 de la ville de Soorts-Hossegor.